# Dermatologia
Dermatologia é a especialidade médica que se ocupa do diagnóstico e tratamento clínico-cirúrgico das enfermidades relacionados à pele e aos anexos cutâneos (unhas, pelos, mucosas, cabelos). Dentro da dermatologia, existe a dermatovenerologia, especialidade que tem importante atuação no contexto das infecções sexualmente transmissíveis.
A história da Dermatologia moderna começa na Europa, entre século XV e XVI, onde clínicos começam a se interessar por problemas cutâneos. O primeiro livro-texto de Dermatologia foi escrito em 1797, pelo doutor Robert Willian. De fato, aos poucos a Medicina começou a salientar a importância da pele, não apenas como um invólucro, mas o maior órgão do ser humano.
A Dermatologia atua em todos os processos fisopatológicos que envolvem a pele: desde simples infecções, reações auto-imunes e inflamatórias, e tumores. A hansenologia é outra importante área de atuação da dermatologia. Por lidar com a pele, a dermatologia é a especialidade médica mais indicada para atuação em cosmiatria. Atualmente, o Dermatologista formado pode realizar subespecialização em Dermocosmiatria, onde o estudo e aplicação no campo da cosmiatría é o centro de ação desse profissional.
Outro destaque é a Cirurgia Dermatológica que é uma subespecialidade da Dermatologia, onde o profissional médico se gabarita a realizar procedimentos cirúrgicos de maior complexidade da pele e seus anexos (unhas, cabelos, glândulas, etc).

## Etimologia
O termo «dermatologia» deriva do grego δέρματος (dermatos), genitivo de δέρμα (derma), "pele" (por sua vez, de δέρω dero, "esfolar") e -λογία -logia. Em 1630, foi cunhado o neolatim dermatologia, termo anatômico com diversos usos em francês e alemão atestados a partir da década de 1730.

## Subespecialidades

### Dermatologia Cosmiátrica

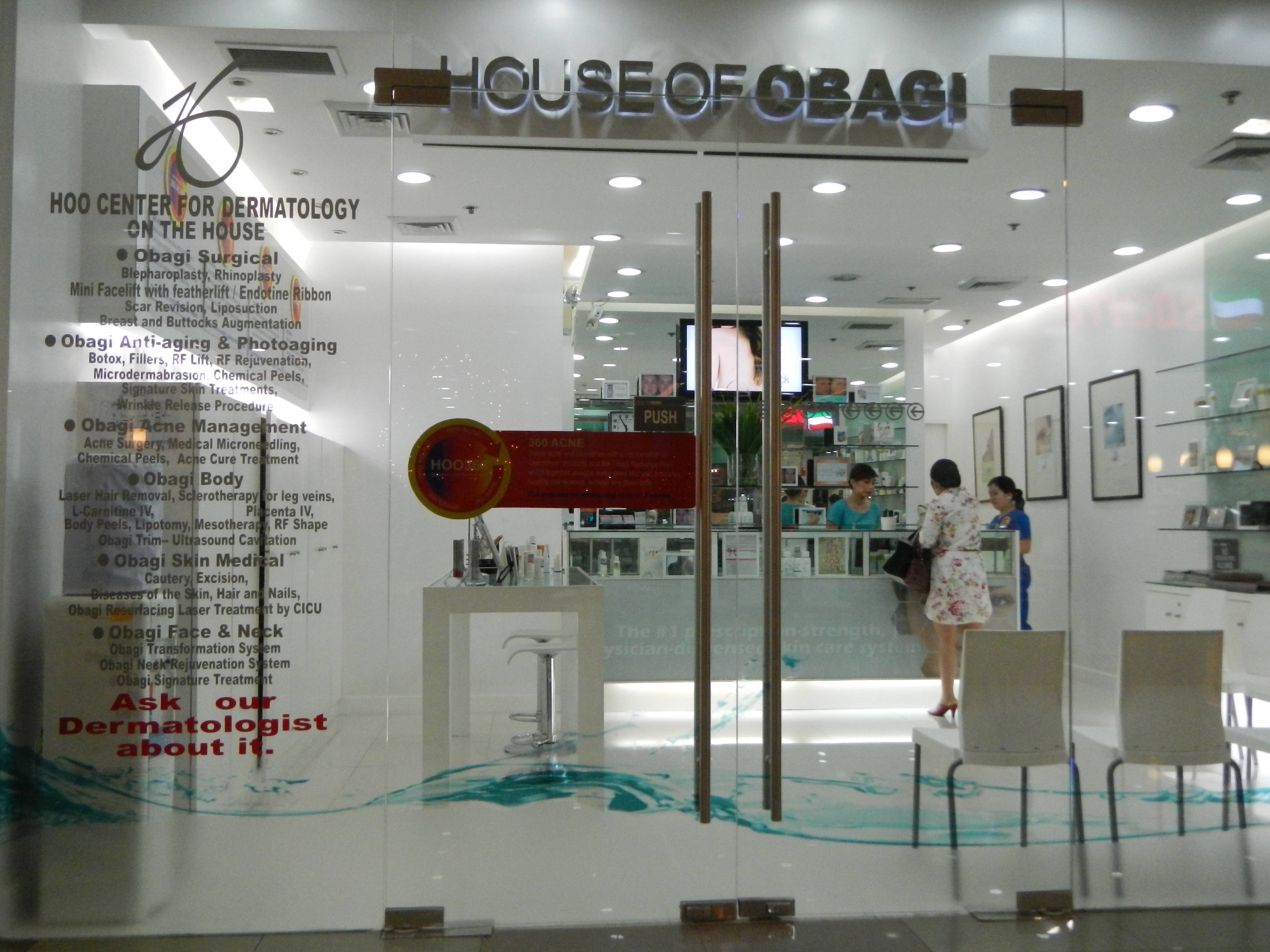
Unidade de dermatologia cosmética no SM City North Edsa, Filipinas

É um campo importante dentro da especialidade que tem como finalidade a manutenção da beleza e a melhora da aparência da pele e seus anexos. Há várias décadas, usa-se a dermoabrasão para atenuar cicatrizes deixadas por acne e a microtransferência de gordura para preencher defeitos cutâneos. Também se usam lasers, agentes de preenchimento como o ácido hialurônico, toxina botulínica, sistemas de luz intensa pulsada (LIP), terapia fotodinâmica e peeling químico, tratamentos para cicatrizes de acne, depilação a laser, remoção de tatuagens.

### Dermatopatologia
Este campo é compartilhado por dermatologistas e patologistas. Um dermatopatologista é um patologista ou dermatologista que se especializa na patologia da pele. Geralmente, um dermatologista ou patologista completa um ano de formação de dermatopatologia. Isso geralmente inclui seis meses de patologia geral e seis meses de dermatopatologia. Os alunos de ambas as especialidades podem qualificar-se como dermatopatologistas. Ao completar uma residência padrão em dermatologia, muitos dermatologistas também são competentes em dermatopatologia. Alguns dermatologistas qualificam-se para fazer seus exames completando uma residência em dermatologia e outra em patologia.

### Tricologia
A tricologia se especializa em doenças que se manifestam com perda de cabelo, anomalias do cabelo, hipertricose e mudanças no couro cabeludo. A tricoscopia é um método de diagnóstico médico usado por dermatologistas com especial interesse em tricologia.

### Onicologia
A onicologia é uma subespecialidade da dermatologia dedicada ao diagnóstico e tratamento clínico-cirúrgico das doenças que acometem a unidade ungueal. Entre as doenças mais comuns dessa região estão a unha encravada, a onicomicose e as unhas frágeis. Além disso, há doenças inflamatórias ungueais como a paroníquia, que envolve inflamação e infecção ao redor das unhas, psoríase e líquen ungueal.
Esta especialidade também aborda outras condições, como distúrbios de crescimento e traumas nas unhas, além de tumores. Os tratamentos variam e podem incluir medicamentos tópicos e orais, injeções e, em muitos casos, a realização de biópsias para um diagnóstico preciso. Em casos de tumores, a cirurgia pode ser necessária.

### Imunodermatologia
Este campo se especializa no tratamento de doenças de pele mediadas pelo sistema imunológico, como lúpus, penfigoide bolhoso, pênfigo vulgar e outros distúrbios de pele mediados pelo sistema imunológico. Os especialistas neste campo muitas vezes dirigem seus próprios laboratórios de imunopatologia. Os testes de imunodermatologia são essenciais para o diagnóstico e tratamento corretos de muitas doenças que afetam os órgãos epiteliais, como a pele, as membranas mucosas, o trato gastrointestinal e respiratório. As diversas doenças muitas vezes se sobrepõem na apresentação clínica e histológica e, embora as doenças em si não sejam comuns, podem se apresentar com características de distúrbios cutâneos comuns, como urticária, eczema e coceira crônica. Portanto, o diagnóstico de uma doença imunodermatológica muitas vezes é atrasado.

### Dermatologia cirúrgica
A Dermatologia Cirúrgica é uma subespecialidade da dermatologia que abrange uma ampla gama de procedimentos, desde a remoção de pintas, sinais e cistos até o tratamento de cicatrizes, tumores benignos e câncer de pele. Também inclui intervenções para prevenção do envelhecimento cutâneo e tratamentos corporais como flacidez, gordura localizada, excesso de pelos, estrias e celulite.
Além disso, a dermatologia cirúrgica envolve procedimentos oncológicos, como a cirurgia micrográfica de Mohs e excisão local e ampla, assim como procedimentos estéticos reparadores, tais como transplante capilar, blefaroplastia, lifting facial, lipoaspiração e lipotransferência. Intervenções menores de baixa complexidade, como crioterapia, eletroterapia e laserterapia, também são realizadas. Esses procedimentos ambulatoriais não requerem preparação prévia nem controle posterior significativo, permitindo que o paciente vá para casa logo após o procedimento.
Essas intervenções são realizadas em tecidos superficiais, principalmente na pele (epiderme, derme e tecido celular subcutâneo) e anexos (cabelo e unhas). Elas não necessitam de instrumental cirúrgico sofisticado e são feitas sob anestesia local, o que reduz ainda mais o pequeno risco associado a técnicas cirúrgicas maiores. Em virtude disso, há uma baixa possibilidade de complicações intra ou pós-operatórias.
Esses procedimentos menores são eficazes para atender a demandas de patologias frequentes e urgentes, como melanomas, ceratoacantomas, forunculose, cistos epidérmicos infectados e patologias sistêmicas com repercussão na pele que requerem um diagnóstico rápido. Também são utilizados para tratar tumores malignos de baixo risco, cistos epidérmicos, lipomas e nevos displásicos severos.

### Dermatologia pediátrica
Os médicos podem se qualificar para esta especialidade completando uma residência em pediatria e uma residência em dermatologia. Ou podem optar por completar uma bolsa de estudos pós-residência. Este campo abrange as complexas doenças do recém-nascido, doenças hereditárias da pele ou genodermatoses e as múltiplas dificuldades de trabalhar com a população pediátrica.

### Teledermatologia
A teledermatologia é uma forma de prática dermatológica que utiliza tecnologias de telecomunicação para trocar informações e tratamentos médicos por meio de comunicações de áudio, visuais e de dados. Inclui fotografias de condições dermatológicas, permitindo a avaliação por dermatologistas à distância. Esse ramo permite visualizar condições da pele remotamente, promover a troca de conhecimentos, estabelecer serviços de segunda opinião e acompanhar pessoas com doenças crônicas da pele. A teledermatologia pode reduzir os tempos de espera ao permitir que dermatologistas tratem condições menores online, enquanto as condições graves que necessitam de atenção imediata têm prioridade nas consultas.
Normalmente a consulta online é realizada através de uma plataforma de telemedicina, que possibilita o envio de exames, dados e fotos necessárias. Pouco antes do horário agendado, um link é enviado para acessar a sala de consulta virtual.
O médico solicita informações sobre os sintomas, histórico médico e alergias do paciente, examinando as lesões diretamente via câmera do dispositivo. Com base nesses dados, o médico encaminha uma receita online (ou solicita exames) com assinatura digital para iniciar o tratamento. Além disso, o médico pode fornecer instruções específicas sobre a aplicação de medicamentos tópicos ou outras medidas de cuidados.

## Formação e Reconhecimento
Esta especialidade é certificada ao médico que realize um período de formação tutelada, variável segundo os países. No Brasil, a residência consiste em 3 anos de Dermatologia. Em Portugal, o internato compreende 60 meses distribuídos do seguinte modo: 6 de Medicina Interna, 3 de Pequena Cirurgia, 39 de Dermatovenerologia Clínica e Cirúrgica, 4 de Cirurgia Plástica, 2 de Anatomia Patológica, 3 de Infecciologia e 3 de Imunoalergologia. A avaliação (teórica, prática e curricular) é feita no final de cada ano e do internato.
O acesso à formação é dos mais competitivos em ambos os países. Tal como para todas as outras especialidades, anualmente em Portugal, os médicos escolhem-na por seriação baseada numa prova de conhecimentos de um concurso público.
São especialistas em dermatologia no Brasil, os médicos registrados nesta especialidade junto ao Conselho Federal de Medicina (CFM). São especialistas em Portugal os clínicos reconhecidos pela Ordem dos Médicos como tal.
No Brasil, a dermatologia é representada pela Sociedade Brasileira de Dermatologia, que conta com mais de 8000 mil associados, que é a única instituição reconhecida pelo Conselho Federal de Medicina e pela Associação Médica Brasileira como representante da dermatologia no país. Em Portugal, a Dermatovenerologia é representada pelos respectivos colégio de especialidade e sociedade; eles contam com cerca de 350 especialistas reconhecidos pela Ordem.